# Ophiomusium sculptum
Ophiomusium sculptum is een slangster uit de familie Ophiolepididae.
De wetenschappelijke naam van de soort werd in 1899 gepubliceerd door Addison Emery Verrill.